# Christian Fries (Reiter)
Christian Fries (* 8. Juni 1983 in Immenstadt, Deutschland) ist ein österreichischer Springreiter und Unternehmer.

## Leben und Karriere
Christian Fries begann im Alter von 13 Jahren in Deutschland mit dem Reitsport. Als Junior und Jung Rider in Deutschland wurde er Bayerischer Meister der Jungen Reiter und erhielt das Goldene Reitabzeichen im Alter von 18 Jahren für zehn Siege in der schweren Klasse. 
Ab 2004 war er für das österreichische Nationalteam aktiv. 2008 wurde er zusammen mit Hugo Simon, Barbara Belousek und Markus Saurugg OEPS Staatsmeister Springen im Teamwettbwerb. In den Jahren 2008 und 2009 platzierte er sich unter den Top 250 der Weltrangliste (FEI Rolex Rankings). Einer seiner größten Erfolge war der Grand-Prix-Sieg beim CSI in Salzburg 2009. 2010 war er Mitglied im Reitsportteam Gut Herberstorf und nahm im gleichen Jahr an den Weltreiterspielen 2010 in Kentucky mit seinem Pferd Lanco und an mehreren Europameisterschaften teil. Er ist seit 2015 nicht mehr im Reitsport aktiv. 
Er engagiert sich seit 2010 für Umweltschutz und Nachhaltigkeit mit Unternehmen in Österreich und Deutschland.

## Persönliches
Fries lebt in Österreich und ist mit der ehemaligen österreichischen Springreiterin Tabea Steininger liiert, mit der er einen Sohn hat.